# Copland (rivière)
Pour les articles homonymes, voir Copland.
La rivière Copland  est une rivière de la West Coast dans l’île du Sud de la Nouvelle-Zélande. Elle s’écoule sur 20 km de sa source dans les Alpes du Sud jusqu’à sa confluence avec la Karangarua.

## Géographie
La source de la rivière Copland est à 8 km au nord-ouest du mont Aoraki/Cook dans une vallée dominée par les pics du mont Sefton et du mont « La Pérouse ». Un chemin de randonnée populaire suit le cours de la rivière et mène aux sources chaudes de « Welcome Flat ». Le sentier conduit au col de Copland et au « glacier Copland».
La rivière coule dans le parc national de Westland Tai Poutini.